# Vüqar Nadirov
Vüqar Nadirov (Ağdam, 15 giugno 1987) è un ex calciatore azero, di ruolo attaccante.

## Palmarès

### Club

#### Competizioni nazionali
- Campionato azero: 2

Kazar Lankaran: 2006-2007
Qarabag: 2013-2014
- Coppa dell'Azerbaigian: 2

Kazar Lankaran: 2006-2007
Qarabag: 2016-2017